# Soane Patita Paini Mafi
Soane Patita Paini Mafi (Nukuʻalofa, 19 dicembre 1961) è un cardinale e vescovo cattolico tongano, dal 18 aprile 2008 vescovo di Tonga.

## Biografia
Soane Patita Paini Mafi è nato il 19 dicembre 1961 nella capitale Nukuʻalofa, isola di Tongatapu e vicariato apostolico delle Isole Tonga e Niue (oggi diocesi di Tonga), nel Regno di Tonga. Proviene da una famiglia di devoti cattolici composta dei genitori, da cinque fratelli ed una sorella; suo padre, lavoratore e catechista come suo nonno, è deceduto l'anno in cui è stato ordinato sacerdote mentre sua madre, casalinga nata protestante e poi convertitasi al cattolicesimo, è morta l'anno in cui è divenuto vescovo.

### Formazione e ministero sacerdotale
Ha ricevuto l'istruzione primaria nella scuola cattolica locale, proseguendo poi quella secondaria all'Apifo'ou College, la più grande ed antica scuola cattolica di Tonga, fondata nel 1865 sotto la direzione dei padri maristi, dove ha ottenuto il diploma; molto presto si è anche unito al gruppo giovanile della sua parrocchia a Kolofo'ou, che si trovava dietro casa sua e in cui faceva già il ministrante. Suo cugino Johnathan Hurrell, sacerdote picpusiano, cresciuto con lui in un ambiente strettamente associato alla fede, ha dichiarato curiosamente che da giovani nella famiglia erano considerati i meno propensi a diventare preti, finendo tuttavia per esserlo entrambi. In quel periodo sua madre ha avuto un ictus e l'ha quindi aiutata a cucinare e pulire. Dopo il diploma ha cominciato a lavorare in un negozio al dettaglio ma quando nel 1981 ha incontrato il vescovo Finau ha cominciato ad interrogarsi sul suo futuro.
Sentendo maturare la vocazione al sacerdozio, si è iscritto prima per un anno al St. Patrick's College di Wellington, in Nuova Zelanda, per migliorare il suo inglese e poi al Pacific Regional Seminary di Suva, nelle Figi, per gli studi in filosofia e teologia; qui ha anche aiutato nelle piantagioni raccogliendo manioca, talo e banane e si è dimostrato un grande appassionato di rugby e di musica country. Al termine del percorso, ha ricevuto l'ordinazione sacerdotale il 28 giugno 1991 per imposizione delle mani di Patelisio Punou-Ki-Hihifo Finau, S.M., vescovo di Tonga; si è incardinato, ventinovenne, come presbitero della medesima diocesi.
Poco dopo l'ordinazione gli è stato affidato il primo incarico pastorale come parroco della parrocchia di Haʻapai, dove ha servito dal 1992 al 1994, mentre nel 1995 è stato trasferito a capo della parrocchia di Nukuʻalofa ed è stato scelto dal nuovo vescovo Foliaki come vicario generale della diocesi fino al 1997. Nel 1998, su invito del vescovo, si è trasferito a Baltimora, negli Stati Uniti d'America, dove ha frequentato il Loyola College, gestito dalla Compagnia di Gesù, e qui ha conseguito la licenza in psicologia dopo un anno, entrando anche in contatto con la comunità della diaspora tongana nel Paese.
Tornato in patria, nel 1999 è stato parroco nel villaggio di Houma fino al 2000, anno in cui è divenuto professore e formatore al Pacific Regional Seminary di Suva, dove egli stesso era già stato studente, divenendone infine vicerettore nel 2003 e ricoprendo tali uffici fino alla promozione all'episcopato.

### Ministero episcopale
Il 28 giugno 2007 papa Benedetto XVI lo ha nominato, quarantacinquenne, vescovo coadiutore di Tonga. Ha ricevuto la consacrazione episcopale il 4 ottobre successivo, nella cattedrale di Maria Immacolata a Nukuʻalofa, per imposizione delle mani di Soane Lilo Foliaki, S.M., vescovo di Tonga, assistito dai co-consacranti Alapati Lui Mataeliga, arcivescovo metropolita di Samoa-Apia, e Petero Mataca, arcivescovo metropolita di Suva. Come suo motto episcopale ha scelto Ke loloto e tui, che tradotto dal tongano vuol dire "Approfondire la fede".
Nel dicembre dello stesso anno ha celebrato l'ordinazione sacerdotale di Aleki Piula nella cattedrale diocesana, la prima di un salesiano, aprendo la strada alla loro diffusione sull'isola.
Il 18 aprile 2008, con l'accettazione della rinuncia per motivi d'età del settantacinquenne monsignor Foliaki, che aveva guidato la diocesi per quattordici anni, è succeduto per coadiutoria come vescovo di Tonga; è divenuto così il primo ordinario a provenire dal clero diocesano, essendo tutti i suoi predecessori appartenenti ai padri maristi, ed il terzo nativo dell'isola. Ha preso possesso della diocesi durante una cerimonia successiva svoltasi nella cattedrale di Maria Immacolata a Nukuʻalofa. Dal 15 al 20 luglio successivi ha partecipato alla Giornata mondiale della gioventù 2008 a Sydney. Lo stesso anno è stato eletto presidente di "Caritas Tonga" e del Tonga national forum of Church leaders , che riunisce i capi delle diverse confessioni cristiane sull'isola, rimanendovi alla guida fino al 2014.
La diocesi comprende l'intero territorio del Regno di Tonga, composto da 173 isole delle quali sole 53 abitate, con il 70% della popolazione sull'isola di Tongatapu; la maggior parte dei 100.000 abitanti aderisce alle Chiese protestanti e solo il 15% è di fede cattolica, trovandosi disseminati in piccole comunità sparse per tutto l'arcipelago. Il Paese ha vissuto anche una recente transizione politica, passando dalla monarchia al sistema parlamentare, rimanendo comunque una società tribale basata prevalentemente sull'agricoltura di sussistenza. Uno dei suoi primi obiettivi è proprio quello di raggiungere tutti i suoi fedeli, soprattutto in condizioni di difficoltà visto che le isole sono particolarmente minacciate dagli effetti dei cambiamenti climatici e da fenomeni naturali come tempeste e terremoti, rispettando anche le tradizioni, indossando ad esempio il Taʻovala. Inoltre ha promosso anche la nascita dell'Istituto teologico per la formazione di laici e del clero in crescita.
Nel 2009 ha preso parte alla riunione, avvenuta in Australia, della Federazione delle conferenze dei vescovi cattolici dell'Oceania, comprendente l'episcopato australiano, neozelandese, papuano, salomonese e quello del Pacifico. 
Nel giugno 2010 è stato eletto presidente della Conferenza episcopale del Pacifico (C.E.PAC.), che riunisce i vescovi delle isole e degli arcipelaghi del medesimo oceano, succedendo ad Anthony Sablan Apuron, O.F.M.Cap., arcivescovo metropolita di Agaña. Lo stesso anno ha anche effettuato la visita pastorale nei distretti di Niuatoputapu e Niuafo'ou, raggiungendo i fedeli nella parte più settentrionale del Regno.
Nel 2011 si è recato a Roma per partecipare all'assemblea generale di Caritas internationalis ed il 17 dicembre dello stesso anno si è recato in Vaticano, assieme agli altri membri dell'episcopato del Pacifico, per la visita ad limina apostolorum, allo scopo di discutere con il pontefice della situazione e dei problemi relativi alla sua diocesi.
Nel 2012 ha svolto la visita pastorale presso le comunità cattoliche tongane nelle Hawaii e nell'isola di Niue e sempre lo stesso anno ha avviato le cerimonie per commemorare il 170º anniversario della prima messa celebrata nel Regno ed il 125º dall'introduzione dell'educazione cattolica.
Dal 7 al 28 ottobre successivi ha preso parte alla XIII assemblea generale ordinaria del Sinodo dei vescovi, svoltasi nella Città del Vaticano, con tema La nuova evangelizzazione per la trasmissione della fede cristiana, mentre dal 5 al 19 ottobre 2014 ha partecipato alla III assemblea generale straordinaria con tema Le sfide pastorali della famiglia nel contesto dell'evangelizzazione.

### Cardinalato

Stemma da cardinale.

Il 4 gennaio 2015, durante l'angelus domenicale, papa Francesco ha annunciato la sua creazione a cardinale nel concistoro del 14 febbraio seguente; cinquantatreenne, è il primo porporato proveniente da Tonga nella storia della Chiesa, il primo nato negli anni 1960 e al momento della nomina il più giovane componente del Collegio cardinalizio.
Il neocardinale, che aveva appreso la notizia alle 4:00 di notte del 5 gennaio per bocca di suo fratello da San Mateo negli Stati Uniti d'America, si è dichiarato inizialmente incredulo, ma poi l'ha definita una gioia ed un grande merito, dell'intera diocesi più che personale; ha inoltre affermato di avere molto ancora da imparare e di voler crescere insieme alla sua giovane ed umile comunità, considerandolo un gesto di riguardo verso di essa e verso l'Oceania, alimentando il sentimento di appartenenza alla Chiesa, che così ha acquisito una dimensione ancora più universale. La nomina è stata accolta con giubilo sia da parte dei rappresentanti delle altre Chiese cristiane sia da esponenti del governo, i quali lo hanno interpretato come un riconoscimento per il Paese e per la sua comunità cristiana; sono stati emessi anche dei francobolli per commemorare l'evento
Durante la cerimonia, svoltasi nella basilica di San Pietro in Vaticano, gli sono stati conferiti la berretta, l'anello ed il titolo presbiterale di Santa Paola Romana, istituito nello stesso concistoro; erano presenti anche il re Tupou VI e la regina Nanasipau'u Tuku'aho, oltre a 200 connazionali. Il 13 aprile è stato nominato membro della Congregazione per l'evangelizzazione dei popoli e del Pontificio consiglio "Cor Unum", mentre il 30 giugno gli è stato conferito il cavalierato di Gran Croce dell'Ordine della regina Salote Tupou III.
Dal 4 al 25 ottobre seguenti ha preso parte come membro di nomina pontificia alla XIV assemblea generale ordinaria del Sinodo dei vescovi con tema La vocazione e la missione della famiglia nella Chiesa e nel mondo contemporaneo; durante il soggiorno ha tenuto anche un intervento, in qualità di rappresentante dell'Oceania, per commemorare il 50º anniversario dell'istituzione della medesima assemblea. Durante un'intervista ha dichiarato che, riguardo all'apertura ai sacramenti verso i divorziati risposati e gli omosessuali, qualunque sia la decisione, l'importante è che avvenga in un clima di ascolto e dialogo; inoltre, parlando della riforma della Curia romana, ha sostenuto un maggiore coinvolgimento dei laici. Tornato a Roma, ha preso possesso del suo titolo in una celebrazione svoltasi il 6 dicembre dello stesso anno.
Nel gennaio 2016 si è recato per quattro giorni nelle Hawaii su invito del vescovo Clarence Richard Silva, visitando nuovamente la comunità tongana, e qui ha raccontato di aver conosciuto il papa solo poco prima del concistoro, davanti all'ascensore prima di recarsi a pranzo nella Domus Sanctae Marthae, rimanendo sorpreso del fatto che il pontefice lo conoscesse già. Il 28 aprile ha presieduto la celebrazione per il 175º anniversario del martirio di San Pietro Chanel, alla presenza dei re di Alo e Sigave. Nel mese di settembre ha concluso il mandato come presidente della C.E.PAC., quando gli è succeduto Paul Donoghue, S.M., vescovo di Rarotonga. Il 19 novembre dello stesso anno, con la creazione a cardinale del centrafricano Dieudonné Nzapalainga, arcivescovo metropolita di Bangui, ha cessato di essere il membro più giovane del Sacro collegio.

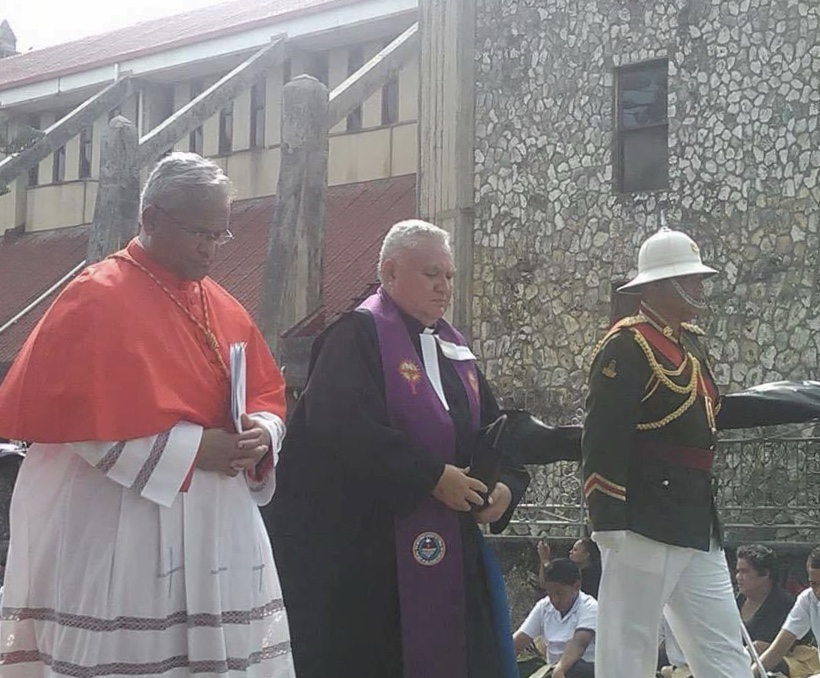
Il cardinale Mafi durante il funerale della regina madre Halaevalu Mata'Aho 'Ahome'e il 1º marzo 2017.

Il 1º marzo 2017 era presente al servizio funebre per la sepoltura della regina madre Halaevalu Mata'Aho 'Ahome'e, di confessione metodista. All'inizio di aprile, quando stava per lasciare Nukuʻalofa con l'intenzione di recarsi in Vaticano, a causa di un malore è stato ricoverato d'urgenza al Middlemore Hospital di Auckland e ha dovuto annullare il viaggio, successivamente si è ripreso. In ottobre ha anche guidato il ritiro del clero della diocesi di Chalan Kanoa su invito del vescovo Ryan Pagente Jimenez.
In un'intervista del marzo 2018, ha sottolineato di vedere la chiave del futuro della Chiesa tongana in un "semplice stile di vita".
Il 30 settembre 2019 ha compiuto una seconda visita ad limina assieme ai vescovi del Pacifico.
Il 1º dicembre 2020 è stato l'ospite d'onore nella messa per festeggiare la ristrutturazione dell'Apifo'ou College, dove egli stesso era stato studente, avvenuta in seguito ad alcuni disastri naturali.
Dal 2016 al 2020 è stato ripetutamente relatore dell'associazione Tonga Leitis' Association attiva nel campo dei diritti LTBT. Nel dicembre 2020 ha presieduto nella Basilica di Sant'Antonio a Padova una messa in favore della comunità transgender locale.
All'inizio di marzo 2021 ha aperto nella residenza vescovile un programma per fornire consulenze e formazione alla vita per giovani ragazze e donne che sono state vittime di violenze ed abusi e nello stesso mese è stato eletto presidente di "Caritas Oceania". Il 6 maggio ha celebrato il funerale di Polikalepo Kefu, attivista LGBTQ ucciso in un crimine d'odio, sottolineando che la sua è stata una perdita per tutta la comunità. Nel periodo di luglio, ispirato dalla pubblicazione dell'enciclica Fratelli tutti, ha avviato il forum della Caritas continentale per affrontare i temi dei cambiamenti climatici, della pandemia di COVID-19 e della protezione dei minori.
Il 7 e 8 maggio 2025 ha partecipato come cardinale elettore al conclave che ha portato all'elezione di papa Leone XIV.

## Genealogia episcopale e successione apostolica
La genealogia episcopale è:
- Cardinale Scipione Rebiba
- Cardinale Giulio Antonio Santori
- Cardinale Girolamo Bernerio, O.P.
- Arcivescovo Galeazzo Sanvitale
- Cardinale Ludovico Ludovisi
- Cardinale Luigi Caetani
- Cardinale Ulderico Carpegna
- Cardinale Paluzzo Paluzzi Altieri degli Albertoni
- Papa Benedetto XIII
- Papa Benedetto XIV
- Papa Clemente XIII
- Cardinale Bernardino Giraud
- Cardinale Alessandro Mattei
- Cardinale Pietro Francesco Galleffi
- Cardinale Giacomo Filippo Fransoni
- Cardinale Carlo Sacconi
- Cardinale Edward Henry Howard
- Cardinale Mariano Rampolla del Tindaro
- Cardinale Rafael Merry del Val
- Arcivescovo Duarte Leopoldo e Silva
- Arcivescovo Paulo de Tarso Campos
- Cardinale Agnelo Rossi
- Arcivescovo Thomas Anthony White
- Vescovo Soane Lilo Foliaki, S.M.
- Cardinale Soane Patita Paini Mafi

La successione apostolica è:
- Vescovo Simon Samendra Mani, M.S.C. (2024)